# Paracymoriza pseudovagalis
Paracymoriza pseudovagalis is een vlinder uit de familie van de grasmotten (Crambidae), uit de onderfamilie van de Acentropinae. De wetenschappelijke naam van deze soort is voor het eerst gepubliceerd in 2007 door Fuqiang Chen, Shimei Song en Chunsheng Wu.
De soort komt voor in China (Jiangxi).